# Straton z Sardes
Straton z Sardes (Στράτων) (II w. n.e.) – poeta grecki z małoazjatyckiej Lidii, autor epigramatów o treści homoerotycznej (gr. Μοῦσα παιδική / Mousa paidikế / Muza chłopięca) w Antologii Palatyńskiej.

## Życie
O jego życiu wiadomo bardzo niewiele. Na podstawie utworu poświęconego Artemidorowi Kapitonowi, który był rówieśnikiem Hadriana, przypuszcza się, że Straton żył za panowania tego cesarza. Najnowsze badania wskazują, że mógł działać za panowania Nerona lub dynastii Flawiuszy. Wspomina o nim Diogenes Laertios na początku wieku III n.e.

## Twórczość
Straton zyskał sławę jako autor antologii epigramatów o miłości homoseksualnej. Zawierała ona zarówno jego utwory, jak i innych poetów greckich (m.in. Alkajosa z Mityleny, Kallimacha z Cyreny, Meleagra z Gadary, Dioskuridesa). Z tego zbioru do naszych czasów zachowało się 258 epigramatów, które znalazły się w księgach IX i XII Antologii Palatyńskiej.